# Ernest Gay
Pour les personnes de même nom de famille, voir Gay.
Jean-Ernest Gay, né à Excideuil le 7 avril 1847 et mort à Hyères le 29 avril 1939 est un journaliste, écrivain et homme politique français de la fin du XIXe siècle et du début du XXe siècle.

## Biographie
Né à Excideuil, Jean-Ernest Gay est le fils de Georges-Paul Gay, négociant, et de Magdeleine-Agathe Laussinotte.

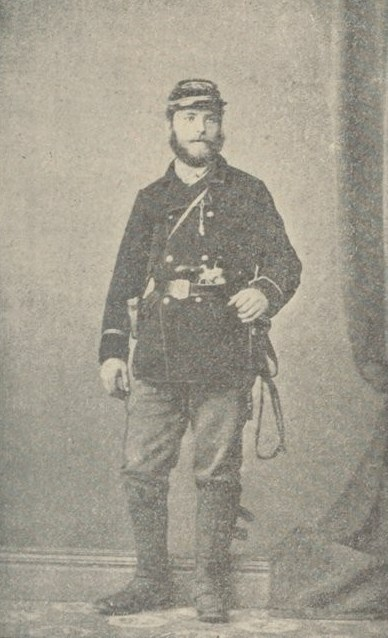
Le lieutenant Gay en 1870-1871.

Au début de la Guerre franco-allemande de 1870, il entre comme lieutenant dans les Mobiles de la Dordogne. Au sein du 3e bataillon du 22e régiment de marche, il prend part aux opérations sur la Loire et au Mans. Lors du combat de Vibraye, le 8 janvier 1871, il commande la 4e compagnie en l'absence de son capitaine. Par la suite, il est sous-lieutenant dans la réserve puis l'armée territoriale jusqu'en 1881. Son expérience de la guerre lui a inspiré plusieurs ouvrages.
Journaliste, Ernest Gay a dirigé la Revue libérale au début des années 1880. Membre de la Société des gens de lettres depuis 1887, il entre au comité central de l'Alliance française à la fin du siècle. En 1909, l'un de ses livres, La Guerre en province, est couronnée par l'Académie française.
Rédacteur au quotidien bonapartiste Le Pays dans les années 1880, Gay est l'un des organisateurs du banquet de la Saint-Napoléon présidé par Eugène Jolibois à Saint-Mandé le 15 août 1886. Comme beaucoup de ses camarades bonapartistes, il soutient le mouvement boulangiste et, après avoir envisagé de se présenter comme « révisionniste » à l'élection municipale partielle d'Auteuil en octobre 1888 (un peu plus d'un an après avoir été candidat à Belleville), il apporte le soutien des « comités napoléoniens démocratiques de la Seine » au général Boulanger lors de l'élection législative partielle du 27 janvier 1889. Quelques mois plus tard, à l'occasion des élections générales, Gay annonce sa propre candidature dans son département natal, briguant la députation dans la 2e circonscription de Périgueux. Il se retire cependant avant le premier tour au profit d'un autre bonapartiste boulangiste, Antoine Meilhodon, pour lequel il accepte de faire campagne.

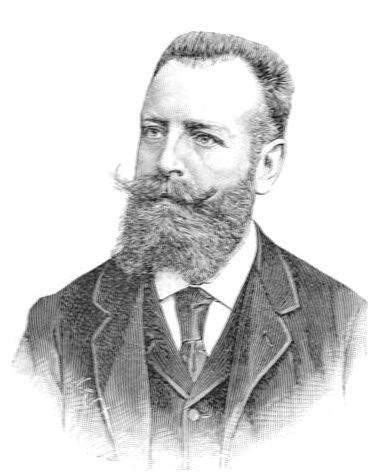
Portrait d'Ernest Gay gravé d'après une photographie de Touranchet (1895).

Même si ses adversaires se plaisent à rappeler ses antécédents politiques de « bonapartiste-boulangiste », c'est en tant que « républicain modéré » ou « libéral » et avec l'investiture de l'Union libérale républicaine que Gay se porte candidat aux élections municipales parisiennes d'avril 1893. Habitant depuis plusieurs années du quartier de la Porte-Dauphine, où il avait déjà été investi par les comités impérialistes de la Seine en 1890, il s'y présente contre le radical Ernest Deligny, titulaire du mandat depuis près de vingt ans. Gay gagne la sympathie des électeurs catholiques du quartier et le soutien de la presse conservatrice après avoir pris position en faveur de la réintégration des sœurs dans les hôpitaux. Avec 797 voix au premier tour, il talonne le sortant (874 voix) et devance largement le troisième, Piat (154 voix). Au second tour, Gay remporte l'élection avec 1 019 suffrages, contre 903 pour Deligny. La lutte a été très vive et Gay n'a pas hésité à faire coller, dans la nuit précédant le vote, une affiche tricolore contre son adversaire. Ce dernier, défendu par Me Millerand, fait condamner Gay pour ces manœuvres à cent francs d'amende, mais l'élection n'est pas invalidée.
Membre du conseil municipal et du conseil général de la Seine pendant 36 ans, Ernest Gay est premier secrétaire du conseil municipal en 1895-1896 puis syndic des deux assemblées à plusieurs reprises à partir de 1900, avant d'être élu à la présidence du conseil général en 1920. Rédacteur en chef de l'hebdomadaire municipal La Cité, il est l'auteur d'un recueil illustré de biographies de ses collègues, Nos édiles, qui connaît plusieurs rééditions et mises à jour.

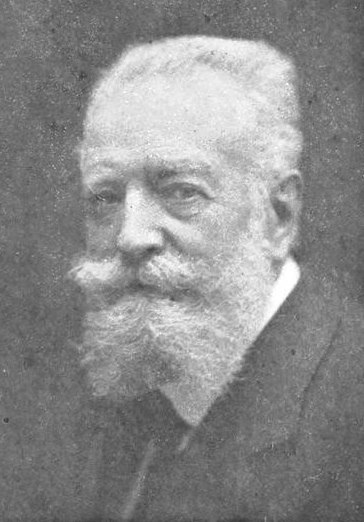
Photographie d'Ernest Gay publiée en 1921.

Candidat dans son quartier lors des législatives de 1898, il présente un programme conservateur (contre l'impôt sur le revenu, pour la suppression des sinécures, pour le respect de la liberté de conscience et la paix religieuse) aux accents nationalistes et antidreyfusards. Concurrencé par d'autres candidats républicains libéraux, Fortin et Leroy-Beaulieu, il n'arrive qu'en cinquième position au premier tour, avec 934 suffrages, loin derrière le nationaliste Lucien Millevoye (2 441).
Signataire du manifeste de la Ligue de la patrie française et membre de la Ligue des patriotes, Gay est proche des nationalistes au début du XXe siècle.
Délégué de la ville de Paris lors de plusieurs voyages officiels à Prague, il est un ami des Tchèques et notamment d'Edvard Beneš.
En 1911, il est nommé chevalier de la Légion d'honneur. Il reçoit également la médaille commémorative de la guerre 1870-1871.
Réélu lors du scrutin de 1925 avec l'appui du Parti républicain démocratique et social (PRDS), il obtient à nouveau l'investiture de ce parti (rebaptisé Alliance démocratique) pour les élections de 1929. Arrivé en troisième position au premier tour, il se désiste en faveur du baron Gabriel Roger, candidat de la Fédération républicaine. Ce dernier est cependant battu par Henri Gaillard (Alliance démocratique).
Ernest Gay meurt le 29 avril 1939 à Hyères, où ses obsèques sont célébrées le 1er mai. Il était le doyen des chasseurs de France, ayant obtenu son premier permis de chasse à l'âge de 14 ans.

## Œuvres
- Le Commandant Marty, Paris, Société générale d'imprimerie et de librairie, 1879.
- (Sous le pseudonyme d'Ernest Garennes) Le Sergent Villajoux, Paris, Librairie générale, 1880.
- (Sous le pseudonyme d'Ernest Garennes) Dernière défaite, Paris, Savine, 1891.
- Nos Édiles, Paris, La Nouvelle revue française illustrée, 1895 (première édition).
- L'Algérie d'aujourd'hui, Paris, Combet, 1901.
- Fille de comtesses, Paris, Flammarion, 1901.
- La Bohême à vol d'oiseau, Juven, 1907.
- La Guerre en province : campagnes de la Loire et du Mans 1870-71 (lettre-préface de Charles de Freycinet), Paris, Ducrocq, 1908.
- Paris héroïque : La Grande guerre (discours-préface de Raymond Poincaré), Paris, Lavauzelle, 1920.
- Coulisses de l'Hôtel de Ville : avant, pendant, après, 2 tomes (lettre-préface de Jean Chiappe pour le second), Paris, Figuière, 1935-1936.

## Sources bibliographiques
- Paul Bosq, « M. Gay », Nos Édiles, p. 319-321.